# Blood Brothers (videogioco)
Blood Brothers (lett. "fratelli di sangue") è un videogioco pubblicato nel 1988 per Amstrad CPC, Commodore 64 e ZX Spectrum dalla Gremlin Graphics. Consiste in fasi a piattaforme e fasi di guida tridimensionale di un mezzo. Ha un'ambientazione fantascientifica con due personaggi giocanti.

## Trama
Hark e Kren sono divenuti fratelli di sangue e intendono vendicarsi del gruppo di pirati spaziali Scorpions che hanno ucciso i loro familiari. Dotati di motociclette-jet, zaini antigravità e armi, hanno raggiunto la base mineraria degli Scorpions e si trovano inizialmente all'ingresso di uno dei sotterranei avversari. Dovranno avventurarsi nei vari sotterranei a piedi e con gli zaini, e tra le costruzioni in superficie con le moto-jet.

## Modalità di gioco
Si controllano i due personaggi Hark e Kren, uguali nel funzionamento e nell'aspetto, a parte il colore (su Amstrad CPC non cambia neppure il colore). Si può passare dal controllo dell'uno al controllo dell'altro con apposito comando da tastiera.
Il manuale parla di due giocatori in cooperazione, e in effetti Hark e Kren possono essere controllati uno con joystick e uno con tastiera e hanno punteggi separati, ma di fatto agiscono solo uno alla volta e non vi è differenza se un solo giocatore controlla entrambi.
Ci sono tre moduli, ossia tre scenari da completare, e ognuno di essi comprende diverse miniere identificate da nomi di quattro lettere. Su Amstrad e Spectrum i tre moduli sono affrontabili in qualsiasi ordine.
Ogni modulo inizia con entrambi i personaggi nella stanza di ingresso di una miniera; qui si può scegliere, col personaggio selezionato, di entrare nella miniera scendendo nel buco al centro del pavimento, oppure di prendere la moto-jet verso un'altra miniera a destra o a sinistra.
Ogni miniera è un sotterraneo a piattaforme formato da alcune stanze collegate in orizzontale o verticale. Ogni stanza è bidimensionale e occupa una schermata fissa con visuale di lato, con pareti di varie forme.
I personaggi del giocatore possono camminare in orizzontale, volare con il jet pack risentendo della gravità e dell'inerzia, e sparare in orizzontale con un effetto di rinculo molto forte. 
Si possono raccogliere gemme, munizioni e carburante. Si combattono alieni fluttanti di vari tipi. Molti si muovono meccanicamente avanti e indietro, ma alcuni inseguono il giocatore; alcuni possono sparare. Ogni alieno può essere distrutto sparandogli diversi colpi, dopodiché è eliminato definitivamente. Ci sono anche altri pericoli da evitare, come liquidi tossici, e alcuni oggetti che possono essere distrutti dal giocatore; alcuni elementi devono essere distrutti per ottenere l'apertura di passaggi situati altrove.
I viaggi in moto-jet sono sequenze di guida con visuale 3D in terza persona, da dietro il veicolo. Si avanza continuamente, senza possibilità di frenare, e con inerzia nelle virate. Si segue un percorso sulla superficie del pianeta, evitando di sbattere contro numerose pareti trasversali. La moto-jet può anche sollevarsi un po' di quota per scavalcare pareti più basse. Si può sparare per eliminare alcune pareti più piccole e distruttibili, riconoscibili dalla retinatura.
In caso di scontro si ritorna alla partenza; nelle fasi 3D il personaggio muore solo in caso di esaurimento del carburante durante il viaggio.
Ciascuno dei due fratelli ha proprie quantità di energia vitale (ricaricabile raccogliendo gemme), carburanti per moto-jet e per zaino-jet, e munizioni per arma della moto e per arma a mano. Quando ci si trova nelle miniere, alla base dello schermo si vedono le statistiche di entrambi. Se i due personaggi si trovano nella stessa stanza e si toccano, le risorse vengono ridistribuite equamente tra i due, in modo da aiutare l'eventuale fratello in difficoltà. Se un personaggio muore si può continuare solo con l'altro.
Per completare il gioco (e ciascuno dei tre moduli) si devono ottenere tutte le gemme da tutte le miniere.

## Accoglienza
La stampa di settore europea diede giudizi nella media a Blood Brothers. Nel complesso venne apprezzata un po' di più la versione ZX Spectrum, che ricevette anche alcuni voti equivalenti a 8/10 o più. Meno riuscita delle altre apparve invece la conversione per Commodore 64, che ricevette anche giudizi mediocri.